# Aegires incisus
Aegires incisus is een slakkensoort uit de familie van de Aegiridae. De wetenschappelijke naam van de soort werd in 1872 voor het eerst geldig gepubliceerd door Georg Ossian Sars.